# Ischaemum minus
Ischaemum minus är en gräsart som beskrevs av Jan Svatopluk Presl. Ischaemum minus ingår i släktet Ischaemum och familjen gräs. Inga underarter finns listade i Catalogue of Life.